# Локер, Малка
Малка Локер (ивр. מלכה לוקר‎, идиш מלכּה לאָקער‎, 22 ноября 1887, Куты, Цислейтания — 1990, Иерусалим) — израильская поэтесса, писавшая преимущественно на идиш.

## Биография
Малка Локер родилась в 1887 году в посёлке Куты, известном на идише как Китев, на территории тогдашнего Королевства Галиции и Лодомерии, ныне Украина. Она происходила из старинного рода раввинов, и образование было важно для её семьи: Малка получала как светское образование, так и изучала идиш. Она продолжала изучать немецкий, французский и английский языки, а также польский, украинский и иврит.
В 1910 году она вышла замуж за сионистского активиста Берла Локера, который приходился ей двоюродным братом. Пара вместе путешествовала по миру, прожив десять лет в Лондоне с 1938 по 1948 год. Впервые они посетили тогдашнюю Подмандатную Палестину в 1930-х годах, а навсегда поселились в Израиле в 1948 году.
Локер наиболее известна как поэтесса, но писать стихи она начала только в 42 года. Она начала писать по предложению друга, который заметил в её переписке «поэтичность». Когда она начала публиковать стихи в 1930-х годах, её работы получили некоторое внимание со стороны идишских критиков.
Она опубликовала как минимум шесть сборников стихов, начиная с Velt un mentsh («Мир и человек») в 1931 году. Последующие сборники включали Ду («Ты») в 1932 году; Штет («Города») о Лондоне, 1942 год; и «Мир без защитника: 1940–1945» в 1947 году. Хотя она писала в основном на идише, она также опубликовала один сборник стихов на немецком языке, а её произведения также были переведены на иврит и французский язык.
Локер также написала различные литературно-критические произведения с упором на французскую романтическую и символическую поэзию, в том числе книгу 1965 года об Артюре Рембо, биографию Шарля Бодлера 1970 года и биографию Поля Верлена 1976 года. Она также была композитором, в частности, написала хоровые произведения «Луэх трцв» и «Луэх трцх» в 1938 году и пела на идиш на местном и международном уровне.
Она умерла в Иерусалиме в 1990 году в возрасте 103 лет.